# ティシュトリヤ
ティシュトリヤ (Tištrya) は、ゾロアスター教において崇拝される、星と慈雨の神。シリウスを神格化したもので、中級神ヤザタに分類される。
ティシュトリヤは、アヴェスター語形であり、パフラヴィー語ではティシュタル (Tištar) という。
全天で最も明るい恒星であるシリウスは、星々の王として重視されていた。一方、惑星は、勝手気ままに天球を動くように見えることから、悪星とされていた。また、古代イランにおいては、シリウスが夜明け前に見える頃が、雨季の始まりであったことから、ティシュトリヤを、雨の神としても崇めるようになった。
さらに、ティシュトリヤは変身に長けている、ともされていて、敵対する悪神アパオシャ（旱魃）と、変身を繰り返しながら、かの悪神と戦う。そして、ティシュトリヤがアパオシャとの戦いに勝利すると、彼は、白馬の姿で、ウォルカシャ海に降り立ち、水蒸気を発して雲を起こし、世界に雨を降らせる、という。